# 玉许乡
玉许乡，是中华人民共和国西藏自治区林芝市波密县下辖的一个乡镇级行政单位。

## 行政区划
玉许乡下辖以下地区：
棠木村、白玉村、林琼村、热西村、麦差村、沙仁村、亚它村、玉沙村、海定村、达拉村、则普村、扎西岗村、帮肯村和普热村。